# Ораціо Веккі
Ора́ціо (Тибе́ріо) Ве́кки (італ. Orazio Tiberio Vecchi; хрещений 6 грудня 1550 — 19 лютого 1605, Модена) — італійський композитор.

## Біографічні відомості
Народився в Модені. Навчався у бенедиктинському монастирі, прийняв духовний сан (не пізніше 1577 року). В кінці 1570-х років Веккі був пов'язаний з композиторами венеціанської школи Клаудіо Мерула і Джованні Ґабріелі.
У 1580 році опублікував першу збірку канцонет на чотири голоси — твори в цьому жанрі принесли йому широку популярність. З 1581 по 1584 роки Веккі викладав музику і керував капелою собору міста Сало.
Потім він отримав таку ж посаду в Модені, але прослужив там всього два роки (1584—1586). Він втратив місце, бо без дозволу влаштувався на посаду також в Реджо-Емілія (1586). У 1586 році Веккі переїхав в Корреджо і прослужив кілька років каноніком, а потім архідияконом у місцевому соборі. У той період він багато писав, хоча знаходився осторонь від основних центрів музичного життя Італії. Врешті-решт він повернувся в Модену, де домігся посади священика, який відповідав також за хор. Мабуть, у цей час він мав серйозні фінансові труднощі, на них він натякав у листах, а часом і в своїх творах.
У 1597 році Веккі відвідав Венецію, де опублікував збірку триголосний канцонет. У цьому ж році друкуються і багато інших його твори (в тому числі і найвідоміший «Амфіпарнас»), ймовірно, все те, що було написано ним за останні 16 років у Корреджо та інших містах.
У 1598 році герцог Чезаре д'Есте запросив Веккі на посаду придворного капельмейстера. У 1599—1604 роках він керував численними маскарадними святами. У 1600 році Веккі супроводжував герцога в Рим і Флоренцію, де композитор міг почути оперу «Еврідіка» Якопо Пері. Після повернення до Модени він продовжував служити в соборі до своєї смерті в 1605 році.
Напис на могилі Веккі каже, що «він був настільки значним творцем в музиці і поезії, що легко перевершив всіх геніїв усіх часів … він перший з'єднав гармонію з комічним даром і змусив захоплюватися собою весь світ».

## Музика
Веккі вважався одним з видатніших композиторів свого часу. Широкою популярністю користувалися його багатоголосні канцони і мадригали. Веккі є автором численних церковних творів (мес мотетів).
Надруковано:
- Чотири книги чотириголосних канцонет (1580, 1585, 1590),
- По одній книзі шестиголосних канцонет (1587), пятіголосного і шести-семиголосних мадригалів (1589 і 1583),
- Збірник різних творів на 3-10 голосів: «Selva di varia ricreatione» (1590);
- Дві книги триголосних канцонет (1597, 1599);
- Книга чотириголосних ламентацій (1597);
- Дві книги мотетів на голосів 4-8 (1590, 1597);
- шестиголосні мотети;
- Збірник «Convito musicale» голосів на 3-8 (1597);
- Збірник чотириголосних гімнів «Hymni per totum annum» (1604);
- Збірник «Le veglie di Siena ovvero i vari umori della musica moderna» з музичними зображеннями різних характерів: «umor grave, allegro, dolente, lusinghiero» і т. д. (Венеція, 1604).

Книга шести- і восьмиголосних мес видана одним з учнів Веккі. Особливо цінуються його восьмиголосна меса «In resurrectione Domini» і мотети. Найвідоміший твір Веккі — мадригальна комедія «Амфіпарнас» (L'Amfiparnaso).